# Comuna Kuzma
Kuzma (Občina Kuzma) este o comună din Slovenia, cu o populație de 1.683 de locuitori (2002).

## Localități
Dolič, Gornji Slaveči, Kuzma, Matjaševci, Trdkova